# Bernard I (Anhalt)
Bernard I (zm. 1286/1287) – książę Anhalt-Bernburg od 1252 r. z dynastii askańskiej.
Bernard był drugim synem księcia Anhaltu Henryka I oraz Irmgardy, córki landgrafa Turyngii Hermana I. Po śmierci ojca w 1252 r. wraz z dwoma braćmi podzielili Anhalt na części – Bernardowi przypadł region z Bernburg (Saale). Był żonaty z Zofią, córką króla Danii Abla. Z małżeństwa tego pochodziło pięciu synów oraz córka, z których dwaj synowie, Jan I i Bernard II, byli następcami Bernarda na tronie książęcym, a Albrecht został biskupem Halberstadt. 